# She Hates Me
«She Hates Me» es el cuarto sencillo de la banda estadounidense de metal alternativo Puddle of Mudd en su primer álbum Come Clean. Fue escrito en 1993 y publicado en 2002 . Se continuó la popularidad del grupo en el Billboard Hot 100 , alcanzando el número 13, aunque no tan exitoso como el # 5 hit "Blurry". También encabezó la cartelera Hot Mainstream Rock Tracks gráfico durante una semana en octubre. La popularidad de "She Hates Me" hizo que se convierte Charco del segundo sencillo de vender más de 500.000 copias en los Estados Unidos, después de "Blurry". La canción alcanzó el # 14 en el UK Singles Chart, lo que es tercer Top 20 del grupo y ganó un 2004 ASCAP Award música pop.

## Posicionamiento
| Lista (2002-2003)                         | Posiciones |
| ----------------------------------------- | ---------- |
| Dutch Singles Chart                       | 37         |
| German Singles Chart                      | 20         |
| New Zealand Singles Chart                 | 49         |
| Swiss Singles Chart                       | 23         |
| UK Singles Chart                          | 14         |
| U.S. Billboard Hot 100                    | 13         |
| U.S. Billboard Hot Mainstream Rock Tracks | 1          |
| U.S. Billboard Hot Modern Rock Tracks     | 2          |